# Ryszard Michalski (informatyk)
Ryszard S. Michalski (ur. 1937, zm. 20 września 2007) – polsko-amerykański informatyk, członek zagraniczny PAN, założyciel i wieloletni dyrektor Laboratorium Uczenia Maszynowego na Uniwersytecie im. George’a Masona w USA, współpracownik zagraniczny Instytutu Informatyki PAN.
Po obronie doktoratu w 1971 r. wyjechał na stałe do USA. Zajmował się algorytmami upraszczania funkcji logicznych, logicznymi reprezentacjami wiedzy,  był jednym z pionierów uczenia się maszyn, między innymi był twórcą tablicy logicznej typu Marquanda-Veitcha oraz algorytmu AQ – przybliżonego rozwiązywania problemu pokrycia.
Był współzałożycielem czasopisma naukowego Machine Learning, autorem książek i publikacji naukowych.